# محمد سلطان (ملحن)
محمد سلطان (20 يوليو 1937 - 13 نوفمبر 2022) ملحن وممثل مصري من مواليد عام 1937 بالإسكندرية. عرف في بداياته كممثل. حصل على ليسانس الحقوق عام 1960 بعد أن ترك الكلية البحرية ثم اتجه إلى التمثيل تزوج من الفنانة فايزة أحمد ولحّن لها أشهر أغانيها غريب يا زمان رسالة إلى امرأة قاعد معايا أخد حبيبي.
توفي يوم 13 نوفمبر 2022 على إثر تعرضه لأزمة قلبية عن عمر ناهز 85 عاما وبعد صراع مع المرض.

## أعمال

### تمثيل
| - كم أنت حزين أيها الحب :1980- حسين - مدرس خصوصي :1965-يسري زميل نادية ضيف شرف - جدعان حارتنا :1965-وحيد زميل أحمد - الباحثة عن الحب :1964-محسن | - كريم بن الشيخ : 1964 - الناصر صلاح الدين :1963-من قواد صلاح الدين - عائلة زيزي :1963- يوسف حسين - من غير ميعاد :1962-وحيد | - دنيا البنات :1962-سامي - يوم بلا غد :1962-حسين - أعلنت عليك الحب |

### موسيقى
| - ليه يا دنيا:1994-الألحان - السوق :1992-الموسيقى التصويرية والألحان - الشرس :1992-الموسيقى التصويرية - همس الجواري :1992-الألحان والموسيقى التصويرية - سمارة الأمير :1992-الموسيقى التصويرية - زوجة محرمة:1991-الموسيقى التصويرية - تصريح بالقتل:1991-الموسيقى التصويرية | - الراقصة والسياسي:1990-الألحان والموسيقى التصويرية - العقرب:1990-الألحان والموسيقى التصويرية - ولاد الإيه:1989-الموسيقى التصويرية - يا عزيزي كلنا لصوص:1989-الموسيقى التصويرية - الوحوش الصغيرة:1989-الألحان والموسيقى التصويرية - فضيحة العمر:1989-الموسيقى التصويرية - أصدقاء الشيطان:1988-الألحان والموسيقى التصويرية | - البشاير:1987-الموسيقى - النمر والأنثى:1987-الموسيقى التصويرية - عصر الحب:1986-الألحان والموسيقى التصويرية - التوت والنبوت:1986-الألحان والموسيقى التصويرية - الحلال والحرام:1985-الموسيقى التصويرية - المطارد:1985-الألحان والموسيقى التصويرية | - الثعابين:1985-الألحان والموسيقى التصويرية - رحلة الشقاء والحب:1982-الألحان - على باب الوزير:1981-الألحان - أنا وابنتي والحب:1974-الموسيقى التصويرية - أعلنت عليك الحب-الألحان - أحببت فيك عذابي-موسيقى وألحان |

### برنامج
- ساعة صفا :1997-ضيف
- الشريط الطائر-ضيف

## روابط خارجية
- محمد سلطان على موقع الدهليز
- محمد سلطان على موقع قاعدة بيانات الأفلام العربية
- محمد سلطان على موقع ميوزك برينز (الإنجليزية)